# Маргарет Чжан
Маргарет Чжан (章凝) (27 травня 1993 , Сідней ) — австралійсько-китайська модна стилістка, модель, креативний директор і головний редактор Vogue China.

## Раннє життя
Чжан народилася 1993 року в Австралії в сім'ї китайців. Батьки Чжан переїхали до Сіднея в Австралії з Хуаняня, міста в китайській провінції Чжецзян. Її мати походила з селянської родини, а батько — з міської. Її батько Лянчі Чжан працював у Сіднейському університеті професором машинобудування. У дитинстві Чжан та її брат навчалися балету та грі на фортепіано. Вона переїхала до Мельбурна, щоб відвідувати Австралійську школу балету, але заявила, що дуже сумувала за математикою. Творчість танцю ввела її до світу моди.
У 2009 році у 16-річному віці Чжан запустила свій блог «Shine by Three» як «сховище своїх особистих думок та образів», які її надихали.
Чжан отримала ступінь бакалавра комерції та права в Сіднейському університеті.

## Кар'єра
Навчаючись у Сіднейському університеті, Чжан домовилася відвідати свій перший Тиждень моди в Нью-Йорку за фінансової підтримки бізнес-школи. У 2014 році вона співпрацювала з Matchesfashion як запрошений покупець під час Тижня моди в Нью-Йорку.
У 2014 році Чжан стала учасницею першого австралійського документального реаліті-серіалу «Fashion Bloggers». Реаліті-шоу розповідало як про професійне, так і про особисте життя блогерів незалежного стилю життя та моди.
У 2015 році Чжан стала одним із глобальних облич Clinique для кампанії компанії #FaceForward. Того ж року Чжан отримала нагороду Elle Digital Influencer of the Year.
Чжан стала відомою завдяки створенню нею світлин, стилю та креативних планів для подальшого розвитку таких компаній, як Л'Офісель, Harper's Bazaar, Nylon, Marie Claire, Buro24/7 та Elle. Популярність її профілю як інфлюенсера та моделі зросла з роками, і вона є постійною учасницею найпрестижніших показів мод світу. Чжан з'являлася на обкладинках Elle, Rouge Fashion Book та Nylon . CNN назвав Чжан провідним фешн-фотографом в Азії, і вона стала першою азійкою портрет якої прикрасив обкладинку ELLE Australia.
Чжан 2016 року стала співзасновником «Background», глобальної консалтингової компанії, яка допомагає поєднати західну та китайську культури та співпрацює з такими компаніями, як YouTube, Airbnb, Swarovski, Louis Vuitton та Mulberry, організовуючи їхні промо-кампаніями. Вона пояснює своє прагнення налагоджувати стосунки із брендами замість трансакційного підходу надає їй більше можливостей для підтримки та спільного розвитку творчих ідей.
На персональній виставці в Сіднеї в 2017 році Чжан показала серію з 39 світлин, які ще не демонструвалися, і представила свій перший короткометражний фільм, який був 15-хвилинним дослідженням її ставлення до класичної музики. Він отримав схвалення критиків.
У 2018 році Чжан була співкуратором першого щорічного саміту FOREFRONT, присвяченого вирішенню міжгалузевих бізнес-проблем, що спонукало її до підготовки серії круглих столів FOREFRONT+, які охоплюють теми, що викликають загальне занепокоєння.
У 2019 році для перезапуску журналу THE FACE Magazine Чжан було призначено на посаду креативного директора з питань Азії.
У 2021 році було оголошено, що 27-річна Чжан стане головним редактором «Vogue China», наймолодшого EIC у «Vogue». Розуміння Чжан цифрових і нових тенденцій для нового покоління китайців стало однією з причин, чому її взяли на роботу після Анжеліки Чун.
Чжан живе між Нью-Йорком та Шанхаєм і зараз працює над своїм першим повнометражним фільмом.

«Я хотіла б, щоб мене вважали прикладом високоякісної роботи. Я насправді не знаю, де я опинюся через 10, 15, 20 років. Галузь постійно змінюється. Я працюю в багатьох різних сферах, тому в різний час я різний [тип роботи] виконую по-різному. Я думаю, що все більше і більше я хотіла б просувати молодих людей, що якщо ви хочете йти цим шляхом, і це ваша роль, і люди повинні це робити, це чудово. Цілком нормально — будувати кар'єру, яка не є традиційною і не є чимось, що хтось придумав раніше. З точки зору моди, мій кар’єрний шлях є нетрадиційним, і я думаю, що існують сотні кар'єрних шляхів, які, я думаю, ще не реалізовані. Моя родина взагалі не має жодного відношення до моди, насправді вони не знають, чим я займаюся». — Журнал Zhang to Grazia